# Synagoge Saarbrücken

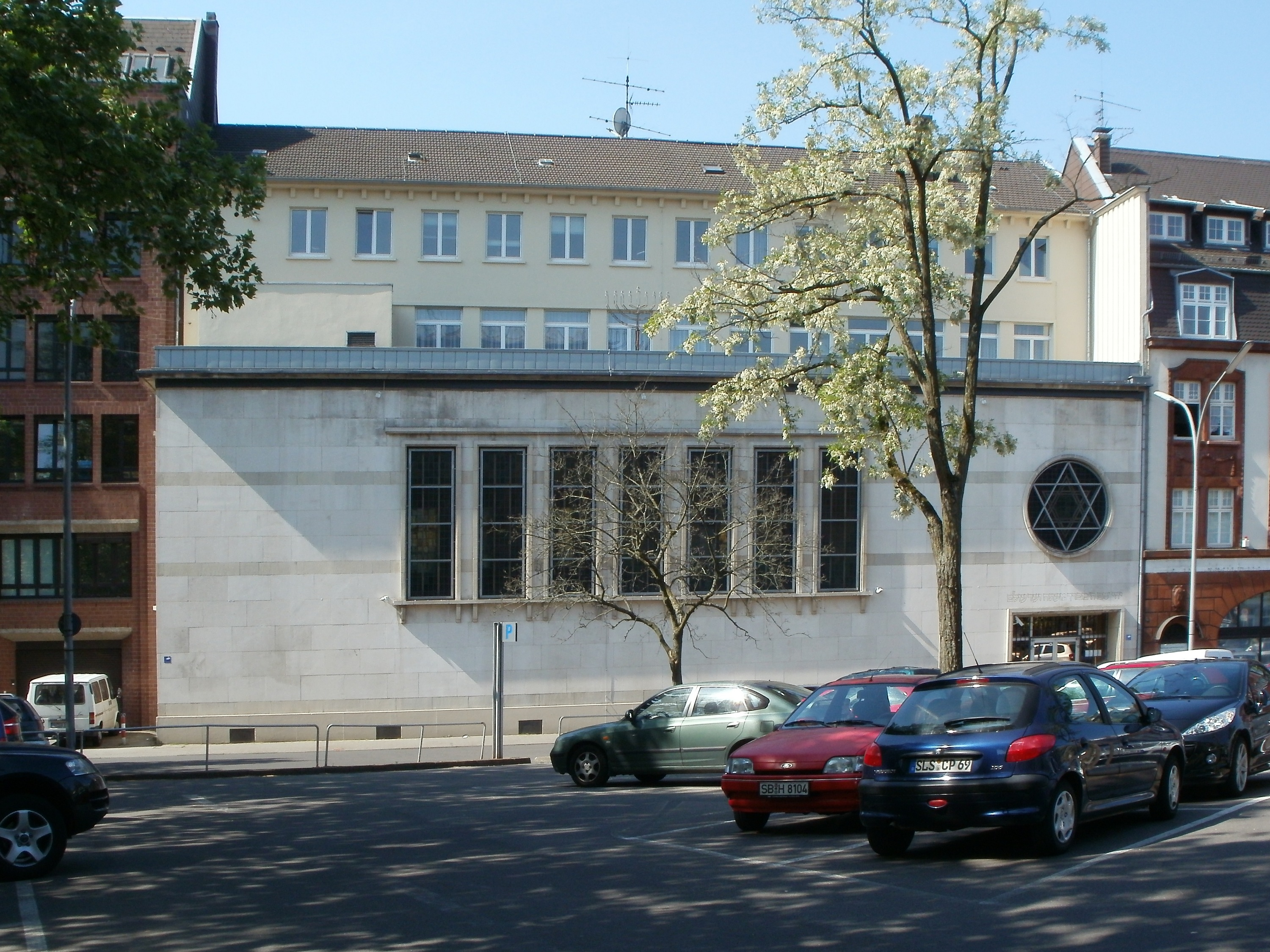
Hauptfassade der Synagoge zur Lortzingstraße

Die Synagoge Saarbrücken ist das jüdische Gotteshaus der Synagogengemeinde Saar in Saarbrücken. Das 1951 fertiggestellte Gebäude steht unter Denkmalschutz.

## Geschichte

### Errichtung der ersten Synagoge

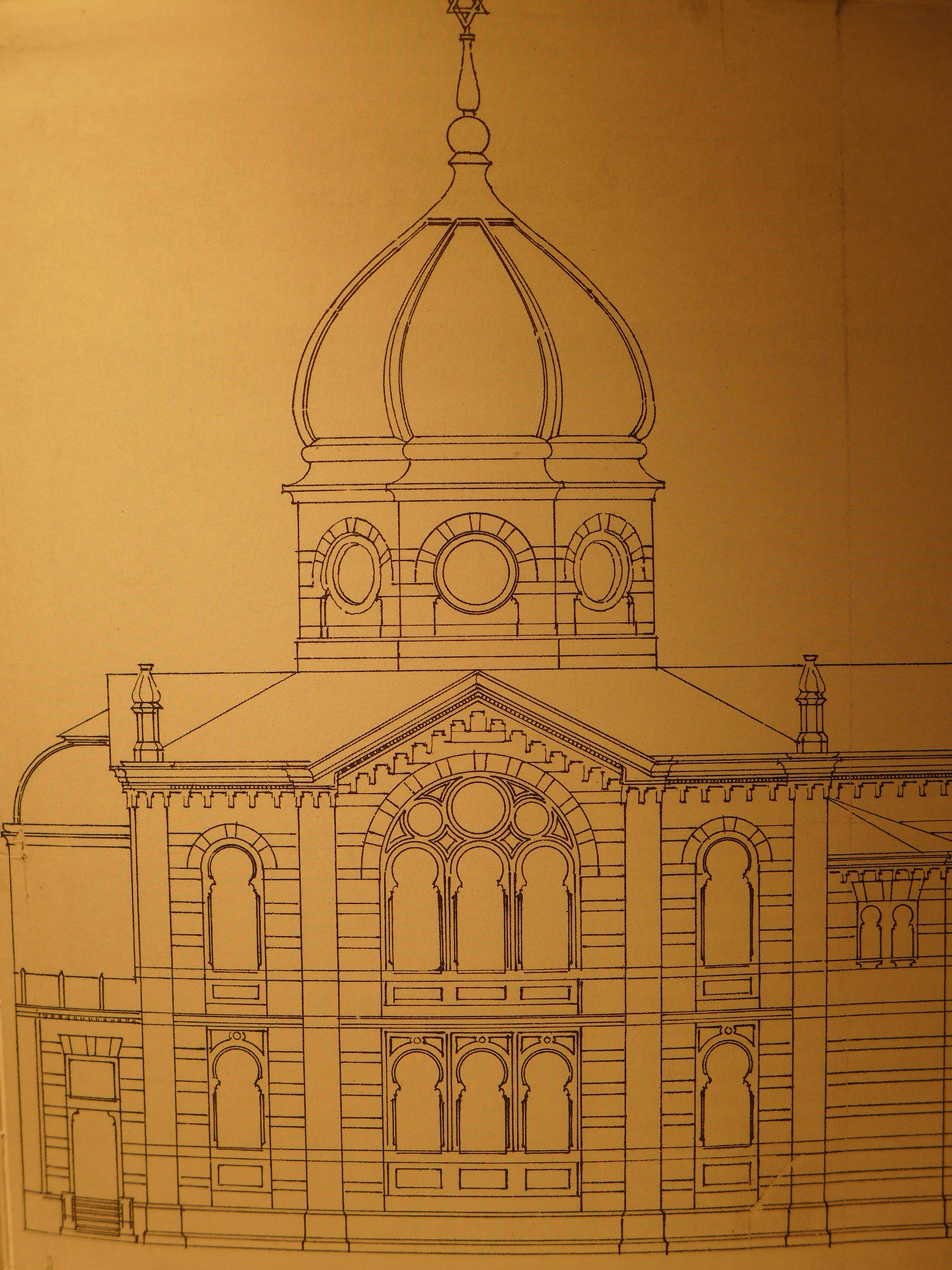
Saarbrücken-St. Johann, Aufriss der Seitenfassade der Synagoge in St. Johann a.d. Saar, 1888, Bauverwaltungsarchiv der Landeshauptstadt Saarbrücken

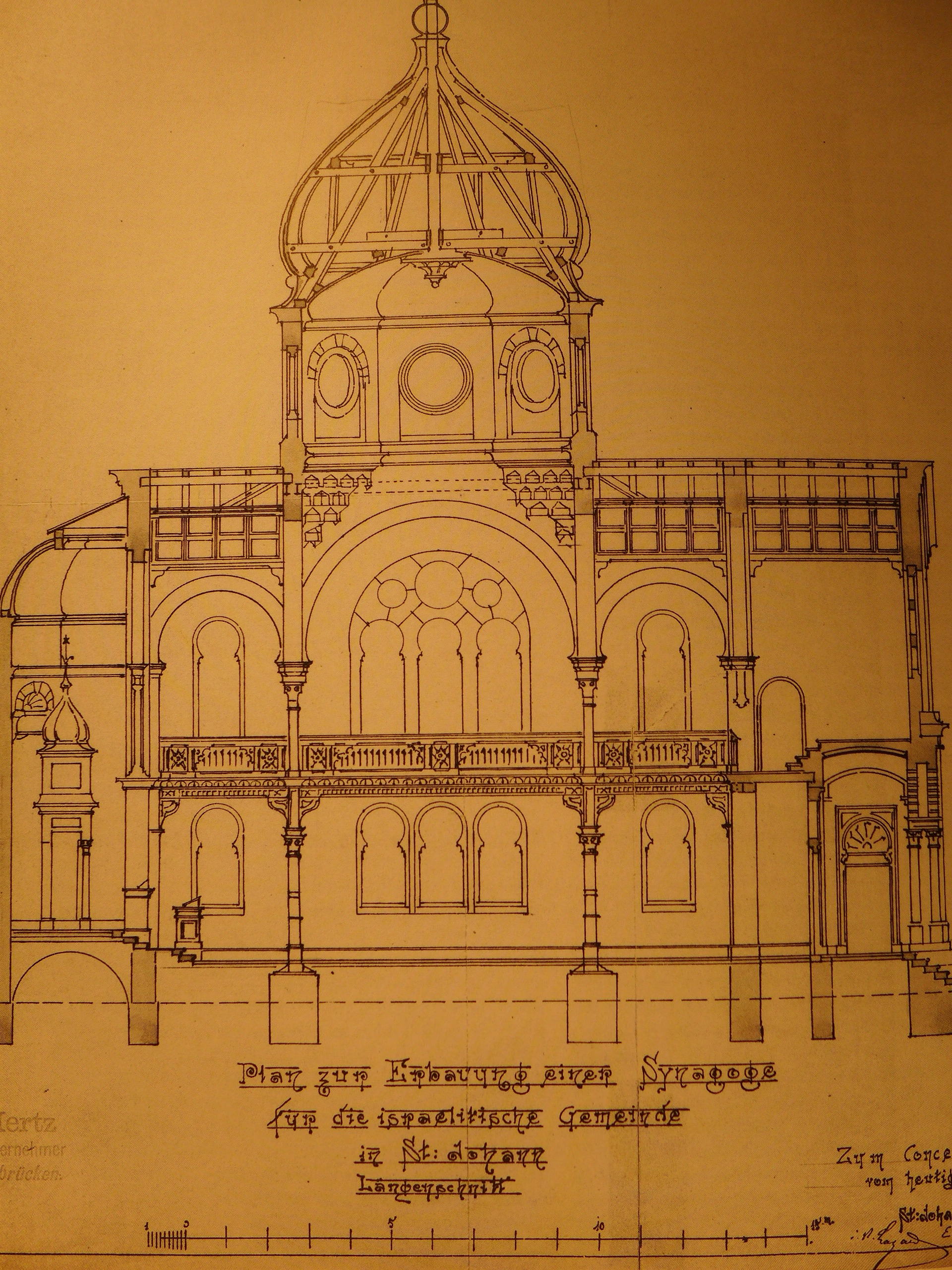
Saarbrücken-St. Johann, Längsschnitt der Synagoge in St. Johann a.d. Saar, 1888, Bauverwaltungsarchiv der Landeshauptstadt Saarbrücken

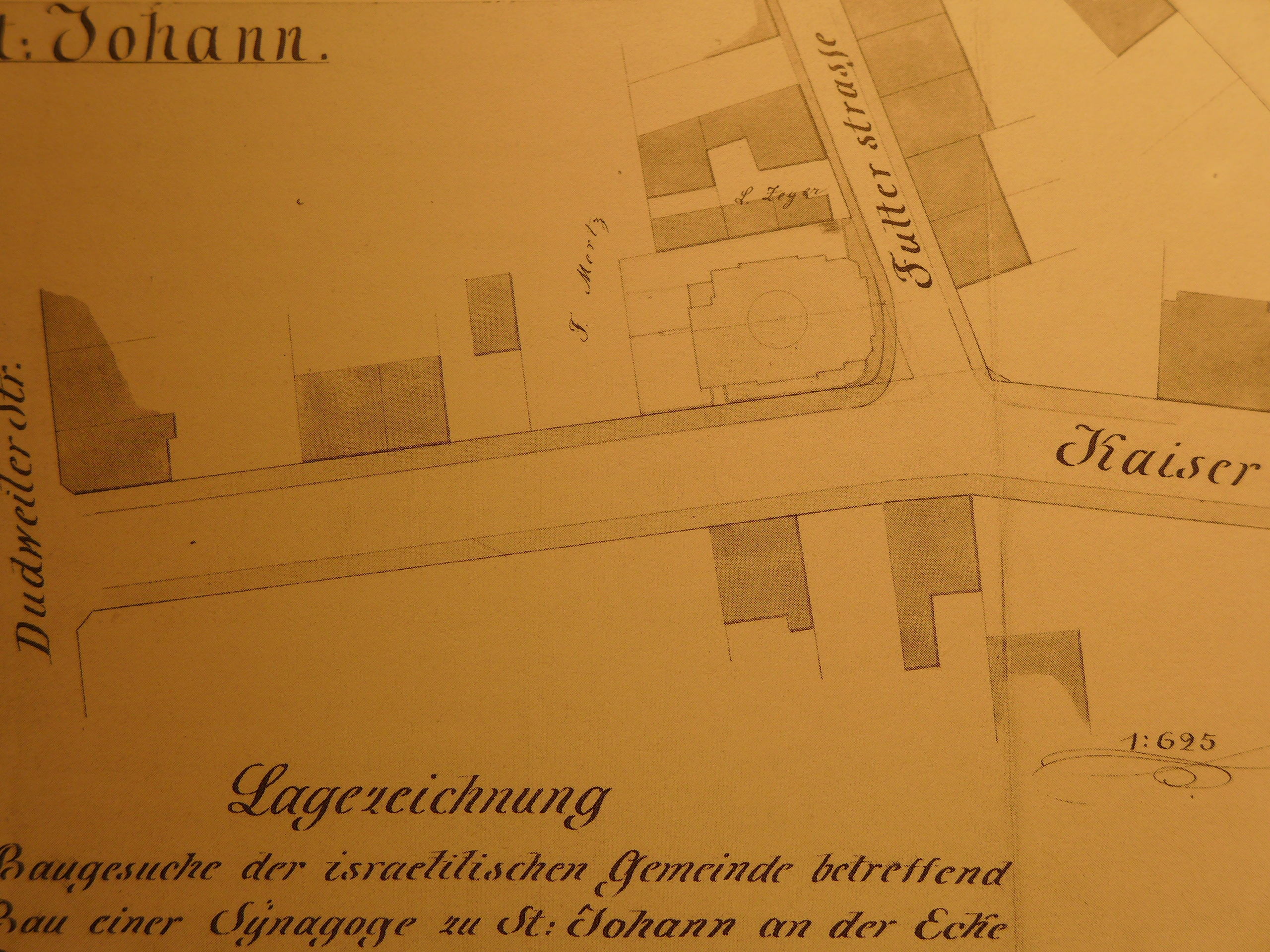
Saarbrücken-St. Johann, Lageplan der alten Synagoge, 1888, Bauverwaltungsarchiv der Landeshauptstadt Saarbrücken

Während der 50 Jahre vor der sogenannten Machtergreifung Hitlers im Jahr 1933 hatte sich die Synagogengemeinde in St. Johann und Saarbrücken aus bescheidenen Anfängen zu einer Institution entwickelt, der mit über 2000 Mitgliedern am Ende der 1920er Jahre mehr als die Hälfte aller saarländischen Juden angehörten. Äußerliches Zeichen der errungenen Position stellte die in den Jahren 1888–1890 nach den Plänen des Saarbrücker Architekten Friedrich Mertz im maurischen Stil erbaute Synagoge der Saarbrücker Juden an der Ecke Futterstraße 25/Kaiserstraße in St. Johann dar.

#### Architektur der ersten Synagoge
Die architektonische Gestaltung des St. Johanner Sakralgebäudes stand dabei ganz in der Tradition orientalisierender Synagogenbauten, wie etwa der 1866 eingeweihten Neuen Synagoge in der Berliner Oranienstraße der Architekten Eduard Knoblauch und Friedrich August Stüler. Der maurische Stil kam beim historistischen Synagogenbau in der zweiten Hälfte des 19. Jahrhunderts vermehrt zur Anwendung. Der Architekt und Semper-Schüler Otto Simonson begründete diese Stilwahl folgendermaßen:

„Der maurische Stil erscheint mir als der charakteristischste. – Das Judentum hängt mit unerschütterlicher Pietät an seiner Geschichte: seine Gesetze, Sitten und Gebräuche, die Organisation des Cultus, kurz sein ganzes Wesen lebt in den Reminiscenzen an das Mutterland, den Orient. Ihnen muss der Architekt Rechnung tragen, will er dem Gebäude einen typischen Stempel aufdrücken, und es bleibt ihm Freiheit genug, wenn er nur geschickt aus den Blumen des Orients sich das Rechte herauszuwählen versteht.“

Architekt Friedrich Mertz reichte die Entwurfspläne für den Synagogenneubau in Saarbrücken-St. Johann, am 26. Januar 1888 zur Genehmigung ein. Im Jahr 1889 fand die feierliche Grundsteinlegung auf dem Grundstück Futterstraße 25/Ecke Kaiserstraße 12 statt. Am 22. Dezember 1890 konnte die Einweihung der Synagoge begangen werden. Der Architekt Friedrich Mertz war in Zusammenarbeit mit dem Architekten Heinrich Güth für Entwurf und auch die Ausführung der Synagoge verantwortlich. Die Zimmerarbeiten besorgte die Firma P. Petsch aus Saarbrücken, die Dachdeckerarbeiten übernahm die Firma Ludwig Güth. Die Glasmalereien der Fenster stellte die Firma E. Wagner her, die Dekorationsmalerei schuf Julius Nieseh.
Die Errichtung der Synagoge war Bestandteil der gründerzeitlichen Stadterweiterung von Saarbrücken-St. Johann entlang der Kaiserstraße, deren Gelände erst in den 1890er Jahren städtebaulich erschlossen wurde. Die zweigeschossige Synagoge entstand als zentralisierender Kuppelbau auf einem kreuzförmigen Grundriss (23,30 m Länge und 15,70 m Breite) mit einer Längsachsenorientierung entlang der Kaiserstraße. Die Eingangsfront mit der Hauptfassade und den beiden leicht zurücktretenden polygonalen Treppenaufgängen befand sich in der Futterstraße. Der verklinkerte Eckbau in byzantinisch-maurischen Formen war durch horizontale Farbschichtung von hellockerfarbenen Wandstreifen und schmäleren roten Ziegelbändern geschmückt.
Als berühmtes Vorbild für die Zentralbaugestaltung der St. Johanner Synagoge und die besondere Farbausführung der Fassade kann die in den Jahren 1874–1882 für die jüdische Gemeinde in Florenz von den Architekten Mariano Falcini, Vincente Micheli und Marco Treves entworfene Große Synagoge von Florenz herangezogen werden. Die Fenster der Querschiffarme der St. Johanner Synagoge gestaltete Architekt Mertz in „maurischen“ Hufeisenbogenform, die im Mittelrisalit in beiden Geschossen als Drillingsfenster zusammengefasst wurden. Die Brüstungsplatten unter den Hufeisenbogenfenstern wurden aus hellem Sandstein gearbeitet. Zentrales Architekturelement der Hauptfassade war ein säulengetragenes Ädikulaportal. Darüber öffnete sich eine flache Nische mit einem großen Radfenster. Die Kreuzarme und die Risalitgiebel wurden durch ein kräftiges Konsolfries unter dem profilierten Traufgesims zusammengefasst. Die Ecken der Querarme waren durch polygonale fialartige Aufsätze in der Dachregion betont. Der Giebel der Hauptfassade wurde von den steinernen Gesetzestafeln des Dekalogs überragt.
Zentrum des Bauwerks war eine quadratische Vierung, die von vier gusseisernen Säulen getragen wurde. Der durchfensterte oktogonale Tambour ruhte auf Trompen, die in „maurischer“ Art wiederum in viele kleine Hufeisenbogennischen unterteilt waren. Darüber erhob sich die hölzerne Kuppelkonstruktion, deren Spitze mit bekrönendem Davidstern eine Höhe von 31 m erreichte. Die vier Kreuzarme waren tonnengewölbt. Der nördliche Kreuzarm diente als Eingang, den man über eine von schmiedeeisernen Gittern gesäumte Freitreppe betrat. Von dort gelangte man ebenerdig in den Hauptraum der Synagoge mit Plätzen für 166 Männer. Seitlich gelegene Türen führten zu den Treppenaufgängen der Frauen- bzw. Sängeremporen in den westlichen und östlichen Kreuzarmen, die insgesamt 114 Menschen fassten. Die Querschifffenster wurden von Rundbogen überfangen. An der Südseite befand sich in einer Art Flachchor die über seitliche Treppen erreichbare Sandsteinnische mit dem reich verzierten Toraschrein, der von einem Hufeisenbogen gerahmt wurde. Der Chorraum selbst schloss in Anlehnung an den Vierungsaufbau mit einer halben Flachkuppel auf tambourartigem Unterbau auf Trompen. Die Wände des Synagogeninnenraumes waren mit farbiger Dekormalerei des späten Historismus gefasst. Die Fenster wiesen ebenfalls eine bunte Verglasung auf.
Im Jahr 1905 wurde eine Nottreppe als Außenanlage nach Plänen der Architekten Heinecker und Witzesker, Saarbrücken-St. Johann, angebaut. Das Sakralgebäude wurde im Jahr 1916 einer Gebäuderenovierung unterzogen.

#### Zerstörung der ersten Synagoge
Die gewalttätigen Ereignisse der sogenannten Reichskristallnacht in Saarbrücken waren hauptsächlich das Werk der örtlichen SS-Einheiten der Standarte 85. Der Befehl zu gewaltsamen Übergriffen auf die jüdische Gemeinde kam recht kurzfristig am Abend des 9. November 1938. Die von ihren Führern für die Durchführung der Aktion ausgewählten Männer mussten Zivilkleidung anlegen und wurden anschließend in vier Trupps eingeteilt. Einer davon war für den Einsatz an der Synagoge in St. Johann bestimmt, die übrigen drei Trupps sollten Jagd auf jüdische Einwohner machen. Diese wurden anschließend aus den Betten gerissen, misshandelt und mit dem Tode bedroht. Ihre Wohnungseinrichtungen wurden verwüstet. Etwa 130–150 jüdische Männer wurden teilweise in leichter Bekleidung, teilweise in ihrer Schlafbekleidung durch die nächtliche Innenstadt getrieben, unterwegs angespuckt, beschimpft und mit Wasser des städtischen Sprengwagens nassgespritzt. In einer symbolischen Aktion wurden die Männer aufgefordert, an der damaligen Baustelle der neoklassizistischen Eisenbahndirektion beim Saarbrücker Hauptbahnhof ihr eigenes Grab zu schaufeln. Vom Schlossplatz aus, wo sich die Saarbrücker Gestapo-Behörde befand, ging der Zug schließlich zum Gefängnis auf der Lerchesflur.
Dort wurden den Männern am Folgetag mit Farbe Hakenkreuze ins Gesicht geschmiert und man drückte ihnen den Siegelstempel der jüdischen Kultusgemeinde Saarbrücken ins Gesicht. Die meisten Männer der jüdischen Gemeinde wurden daraufhin für mehrere Wochen in das Konzentrationslager in Dachau verbracht.
In der Nacht der antijüdischen Übergriffe drang auch eine Gruppe von ca. 30 SS-Leuten in die Synagoge ein, verwüstete die Innenausstattung, zerriss die Gebetbücher und entweihte die Kultgegenstände. Die gefangenen jüdischen Männer wurden auf ihrem demütigenden Zug durch Saarbrücken auch an der Synagoge vorbeigeführt. Dort zwang man sie, gestikulierend zu tanzen, wie zum Gebet niederzuknien und hebräische Lieder zu singen. Anschließend wurde das Sakralgebäude in Brand gesteckt. Die herbeigerufene Feuerwehr schützte nur die von den Flammen bedrohten Nachbarhäuser und ließ zu, dass die Synagoge niederbrannte. Die Saarbrücker Zeitung kommentierte die Brandstiftung der Synagoge folgendermaßen am 11. November 1938:

„Ein Judenbengel setzte durch seine feige Mordtat an dem deutschen Gesandtschaftsrat vom Rath die ganze deutsche Oeffentlichkeit in siedentheiße Erregung und diese Hitze schien sich gestern morgen auf die Synagoge in der Kaiserstraße übertragen zu haben. Jedenfalls schlugen gestern gegen 8 Uhr in der Frühe die Flammen aus dem Zwiebelturm, der samt dem darunter befindlichen Gebäude noch nie in unser Stadtbild hineingepaßt hatte. Bald hatte sich eine große Menschenmenge in der Kaiser- und Futterstraße angesammelt, die mit größter Spannung den weiteren Verlauf der Dinge verfolgte. Keiner konnte die Genugtuung verbergen darüber, daß nun das Haus, in dem sich noch immer die Judenclique ungestört hatte zusammenfinden können, verschwand. War es nicht wie ein Symbol, als der Judenstern der auf der höchsten Spitze immer noch kühn in den deutschen Himmel gestarrt hatte, auf einmal brennend durch das knisternde und funkensprühende Gebälk in die Tiefe stürzte! Knistert es nicht genau so im Gebälk des internationalen Judentums, dessen Stern auch im Versinken ist, wenn man es auch mancherorts nicht wahr haben will. Die Menge in den Straßen wich und wankte nicht. Man wollte es erleben, wie die Kuppel zusammenbrach, man wollte dabei sein, wenn dieses äußere Zeichen fremden Volkstums und fremder Geisteshaltung aus dem deutschen Stadtbild getilgt wurde.
Daß man währenddessen in dem neben der Synagoge gelegenen Judenhaus eine Durchsuchung vornahm und allerhand mehr oder weniger wertvolles Material hervorschaffte, diente zur allgemeinen Belustigung und wurde gebührend bejubelt. So ist auch bei uns das alte Sprichwort wahr geworden; ‚Wer Wind säet, wird Sturm ernten.‘“

### Entstehung der neuen Synagoge
Nachdem das jüdische Sakralgebäude den nationalsozialistischen Brandzerstörungen im Jahr 1938 zum Opfer gefallen und 1939 abgerissen worden war, gab es Bestrebungen der saarländischen Landesregierung unter Ministerpräsident Johannes Hoffmann und der französischen Besatzungsmacht unter dem jüdischstämmigen Bevollmächtigten der französischen Regierung Gilbert Grandval, der am 2. Juni 1946 durch 40 überlebende Juden im Saarbrücker Rathausfestsaal neu gegründeten Synagogengemeinde Saar eine neue Synagoge zur Verfügung zu stellen.
Versammlungen und Gottesdienste wurden im stark kriegszerstörten Saarbrücken in der unmittelbaren Nachkriegszeit an Werktagen in einem Raum im Landesmuseum (heute Stadtgalerie) und an Feiertagen im Roten Saal des Johannishofes in der Mainzer Straße abgehalten. Im August 1947 legte der Saarbrücker Architekt Heinrich Sievers (1903–1969) einen ersten Entwurf für den Neubau einer Synagoge vor. Dieser Entwurf fand die Zustimmung der jüdischen Gemeinde, der saarländischen Landesregierung und der französischen Besatzungsmacht, wurde aber vom städtischen Gutachterausschuss für Neubauten zunächst abgelehnt. Erst nach umfassenden Korrekturen am Entwurf konnten im September 1948 die Bauarbeiten beginnen. In den Jahren 1948 bis 1951 entstand so nach Plänen von Heinrich Sievers am Beethovenplatz in der Lortzingstraße eine neue Synagoge mit 248 Plätzen. Am 14. Januar 1951 fand die feierliche Einweihung des Saarbrücker Sakralbaues im Beisein von Gilbert Grandval statt. Die Saarbrücker Synagoge ist damit die früheste Nachkriegssynagoge auf dem Gebiet des heutigen Deutschland.

## Architektur der neuen Synagoge

### Äußeres

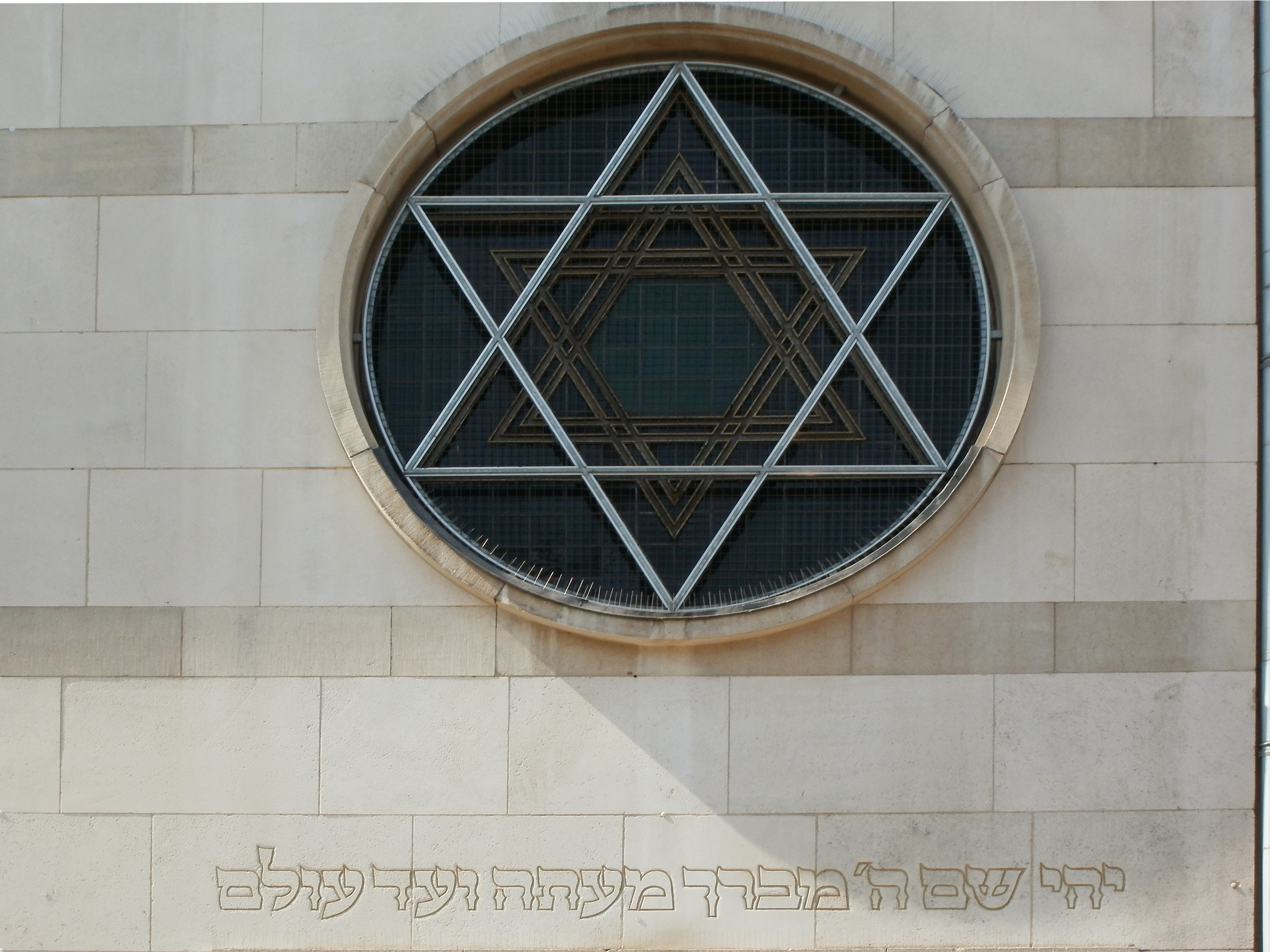
Synagoge Saarbrücken, Rundfenster mit Davidstern an der Fassade mit hebräischer Portalinschrift aus : „Der Name des Herrn sei gepriesen von nun an bis in Ewigkeit.“

Die Synagoge passt sich in die südwestliche Platzwand des Beethovenplatzes ein und verwendet den vorhandenen Fluchtlinienversprung der Nachbargebäude zur Fassadekomposition. Der eigentliche Synagogenraum zeigt sich als kräftiger, blockartiger Baukörper von etwa 10 m Höhe und 30 m Länge. Er folgt der vorderen Fluchtlinie und tritt – bezogen auf das linke Nachbargebäude – etwa 4,50 m vor dessen Bauflucht. Die darüberliegenden beiden Geschosse, die das Gemeindezentrum und Wohnungen aufnehmen, liegen dagegen in der hinteren Bauflucht und treten wie ein hohes Staffelgeschoss zurück.
Der in die Tiefe gestaffelte Block besteht in erster Linie aus einem Flachdachbau an der Frontseite. Neben sieben (Bezug zur heiligsten Zahl des Judentums) hohen, schmalen Buntglasfenstern wird die ansonsten unauffällige Front von einem Rundfenster über dem gerahmten Portal beherrscht. Die in hebräischen Lettern eingemeißelte Portalinschrift (יְהִ֤י שֵׁ֣ם יְהוָ֣ה מְבֹרָ֑ךְ מֵֽ֝עַתָּ֗ה וְעַד־עֹולָֽם׃) stammt aus dem 113. Psalm und lautet ins Deutsche übersetzt: „Der Name des Herrn sei gepriesen von nun an bis in Ewigkeit.“
Die Hauptfassade des Gotteshauses ist mit hellen quadratischen Kalksteinplatten verkleidet. Die glatte Fassade wird durch drei schmale Bänder aus Kunststein, die sich in der Farbgebung nur leicht vom Kalkstein unterscheiden, horizontal gegliedert. Der Kunststein wird auch zur Akzentuierung des Haupteingangs, des darüberliegenden Rundfenster mit dem farbig verglasten Davidstern sowie der sieben gleichartig ausgebildeten, hochrechteckigen und ebenfalls farbig verglasten Fenster verwendet. Die Fenstergruppe ist zusätzlich durch eine gemeinsame Sohlbank zusammengefasst. Diese wird je Fenster von zwei Konsolen gestützt. Oberhalb der Fenstergruppe befindet sich ein weiteres zusammenfassendes einfaches Schmuckgesims.
An der schmalen, durch den Rücksprung der Bauflucht entstandenen Fassade befindet sich, über einer Eingangstür, ein hohes Fenster, das ähnlich denen der Hauptfassade gestaltet ist. Ein umlaufendes Gesims, das zugleich als Brüstung für eine Dachterrasse dient, schließt den gesamten vorspringenden Bauteil ab. Die darüberliegenden Stockwerke sind als schmucklose Lochfassaden ausgebildet, die mit einer Konsolenreihe zur Traufe des Satteldaches abschließt.

### Inneres

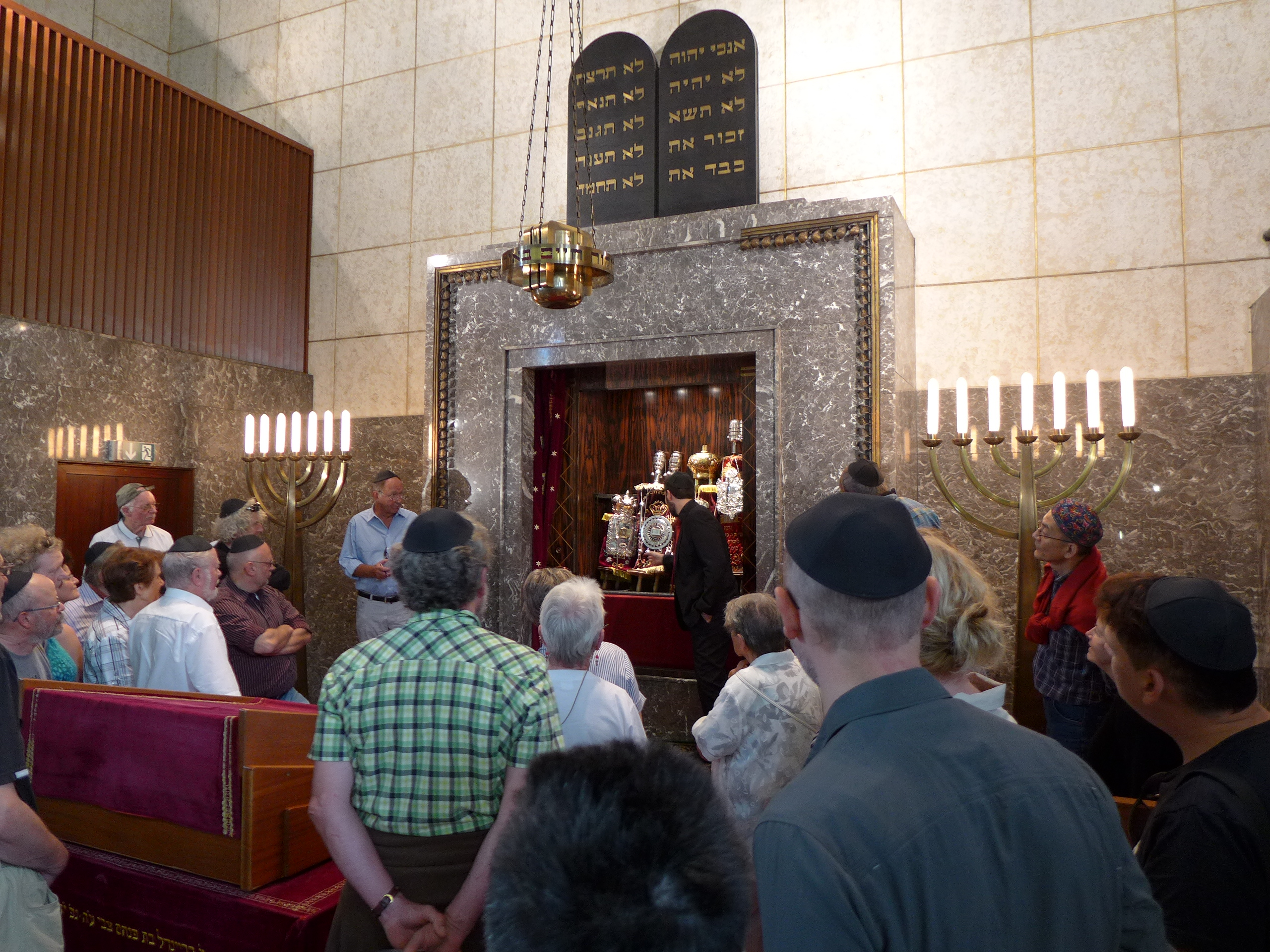
Synagoge Saarbrücken, Thoraschrein mit Gesetzestafeln und Vorlesepult (Bima) flankiert von Menora-Leuchtern, darüber hängend das Ewige Licht (Ner Tamid) als Hinweis auf die Gegenwart Gottes

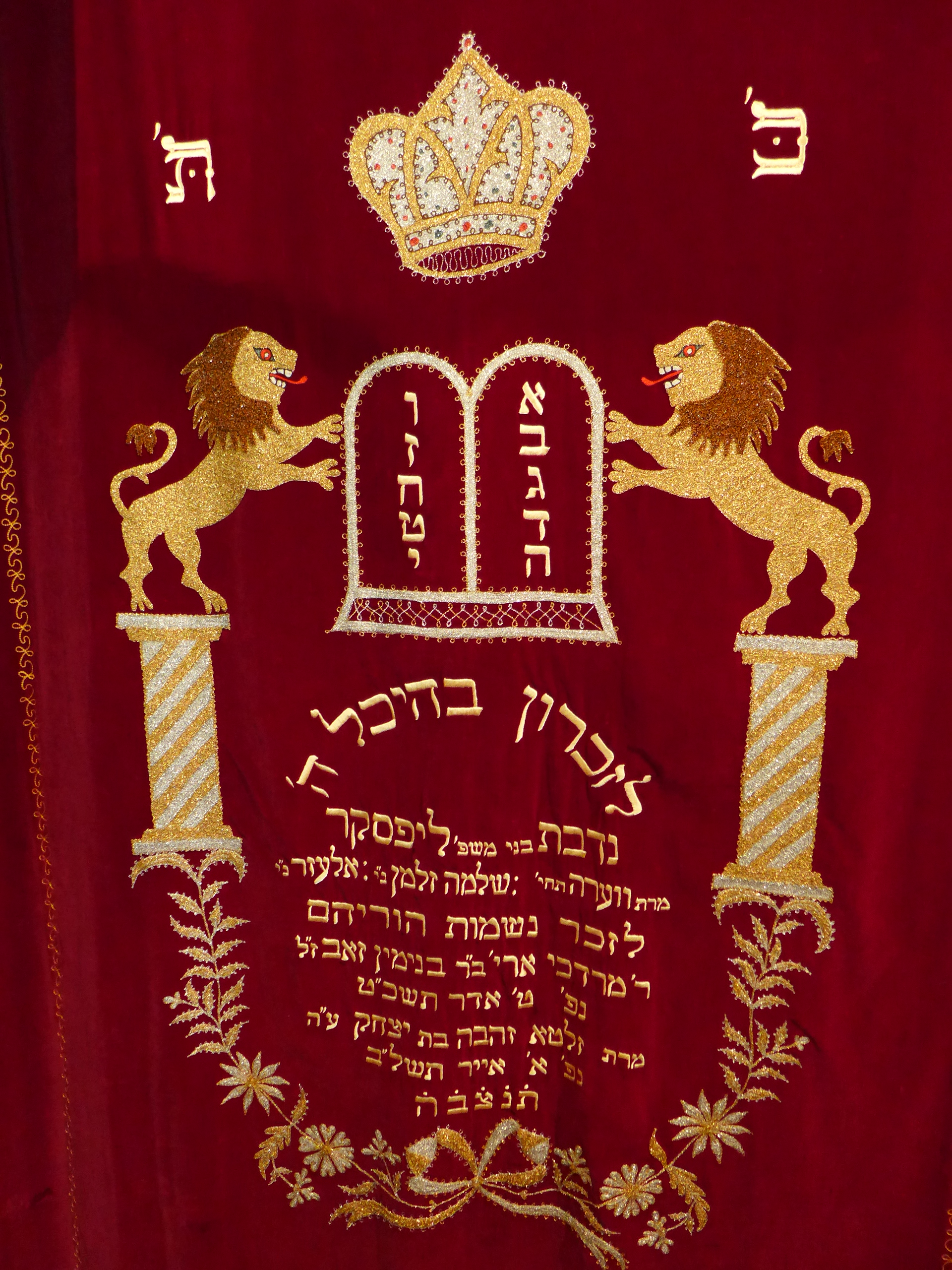
Synagoge Saarbrücken, Parochet: besticktes rotes Schrein-Parament mit auf den Tempelsäulen Jachin und Boas schreitenden Löwen (Wappentier des Stammes Juda), die die mit der Krone der Thora (Keter Tora) bekrönten Dekalog-Tafeln halten

Im hell gestalteten Inneren ist die Synagoge als dreischiffige Emporenhalle mit einem dominanten Mittelschiff mit Kassettendecke, deren Querrippen besonders betonten sind, strukturiert. Die Seitenschiffe haben auf den Raumeindruck nur geringe Wirkung. Die Besucher nehmen auf dunklen Holzkastenbänken Platz. Das Gestühl bietet Platz für 248 Personen. In der durch einige Stufen erhöhten Ostwandnische aus grauem hochglanzpoliertem Marmor liegt der Toraschrein mit dem Vorlesepult, der Bima. Links und rechts davon springt eine marmorverkleidete Wand ein, deren Öffnungen die Orgelprospekte aufnehmen. Die Ostung des Raumes (in Richtung des nicht mehr bestehenden Jerusalemer Tempels) wird durch die Verwendung dunkelgrauen Marmors, der sich hinsichtlich des Materials und der Farbe deutlich von der Gestaltung der anderen Raumelemente abhebt, hervorgehoben. Die Gestaltung der marmorverkleideten Saarbrücker Synagogenostwand mit dem dekalogbekrönten Toraschrein weist gewisse architektonische Parallelen zur Westwand des ebenfalls marmorverkleideten großen „Mosaiksaals“ der von Albert Speer errichteten ehemaligen Neuen Reichskanzlei in seinem Übergang zum „Runden Saal“ auf. Auch hier verengten dunkle Marmorpfeiler den längsgerichteten Raum und gaben den Blick frei zu einem profilgerahmten, durch Treppen erhöhten Portalaufbau, der vom Reichsadler gekrönt wurde.
Die Seitenwände sind durch zwei übereinanderliegende Pfeilerarkaden gegliedert: Im Erdgeschoss trennen enggestellte Pfeiler die unbelichteten Seitenschiffe vom Mittelschiff. Im Obergeschoss weisen die Pfeiler weite Öffnungen auf, die zur indirekten Belichtung der Synagoge dienen. Auf den Pfeilern sind zeittypisch gestaltete Lampen mit Leuchtstoffröhren angebracht. Die Wandflächen sind hell verputzt.
Der Sakralbau basiert auf Architekturströmungen der Vorkriegszeit. Der Innenraum der Synagoge weist in seiner massigen Gestaltung strukturelle Ähnlichkeiten mit monumentalen Staatsbauten und Repräsentationsräumen der NS-Zeit auf. Im Kontrast dazu stehen die um den Thoraschrein gruppierten Symbole des Judentums. Dieser Kontrast zwischen Anklängen an die Architektur nationalsozialistischer Prachtbauten und der Funktion eines jüdischen Gotteshauses wird durch die Ausbildung des Toraschreins noch gesteigert. Der gesamte Aufbau um die Heilige Lade scheint eingestellt und nicht direkt zum synagogalen Gemeinderaum zu gehören. Sowohl Außenbau als auch Innenraumgestaltung greifen Formen der neoklassizistischen NS-Architektur auf, wie sie zum Beispiel am in den Jahren 1935/1936 von Architekt Ernst Sagebiel in Berlin errichteten Reichsluftfahrtministerium (heute Bundesministerium der Finanzen; Detlev-Rohwedder-Haus) zur Anwendung kamen. Die Saarbrücker Synagoge ist das einzige Beispiel einer deutlichen Verschränkung des jüdischen Sakralbaues mit formalen Elementen der Architektur des Nationalsozialismus.
Der Innenraum der Synagoge weist darüber hinaus Parallelen zu dem in den Jahren 1951–1953 von Rudolf Esterer beim Wiederaufbau der im Zweiten Weltkrieg zerstörten Münchner Residenz an der Stelle des Thronsaals König Ludwigs I. neu errichteten Herkulessaal auf und ist somit ein sichtbares Zeichen für die Kontinuität architektonischer Formen der 1930er und frühen 1940er Jahre in der Nachkriegszeit.

## Orgel
Die Synagogenorgel wurde durch die Orgelbaufirma Edmond Alexandre Roethinger aus Schiltigheim im Jahr 1950 erbaut. Sie verfügt über 19 (22) Register. Spiel- und Registertraktur sind elektropneumatisch.
Die Disposition des Orgelwerkes ist wie folgt aufgebaut:
| I Hauptwerk C–g3 |             |     |
| 1.               | Quintaton   | 16′ |
| 2.               | Prinzipal   | 8′  |
| 3.               | Gemshorn    | 8′  |
| 4.               | Oktave      | 4′  |
| 5.               | Rohrflöte   | 4′  |
| 6.               | Doublette   | 2′  |
| 7.               | Mixtur IV–V |     |
| 8.               | Trompete    | 8′  |

| II Schwellwerk C–g3 |                         |       |
| 9.                  | Gedacktflöte            | 8′    |
| 10.                 | Salicional              | 8′    |
| 11.                 | Vox coelestis (ab c0)   | 8′    |
| 12.                 | Prinzipal               | 4′    |
| 13.                 | Nachthorn               | 4′    |
| 14.                 | Nasard                  | 2 ⁄3′ |
| 15.                 | Doublette (Ext. Nr. 12) | 2′    |
| 16.                 | Zimbel IV               |       |
| 17.                 | Krummhorn               | 8′    |

| Pedalwerk C–f1 |                     |     |
| 18.            | Subbaß              | 16′ |
| 19.            | Spillflöte          | 8′  |
| 20.            | Basse (Ext. Nr. 18) | 8′  |
| 21.            | Basse (Ext. Nr. 18) | 4′  |
| 22.            | Posaune             | 16′ |

- Koppeln: II/I, I/P, II/P.
- Spielhilfen: 2 freie Kombinationen, Zungen Ab, Mixturen Ab, Tutti, Crescendotritt